# International Foot-Ball Club
Internacional SC was een Braziliaanse voetbalclub uit Curitiba in de staat Paraná.

## Geschiedenis
De club werd in 1912 opgericht als Internacional FC. In 1914 nam de club het stadion Baixada do Água Verde in gebruik en speelde een vriendschappelijke wedstrijd tegen CR Flamengo, die ze met 1-7 verloren. In 1915 nam de club deel aan het allereerste staatskampioen en werd meteen kampioen. De club won alle tien de wedstrijden. De twee volgende seizoenen werd de club vicekampioen.
In 1921 fuseerde de club met Centro Hipico Paranaense en werd zo Internacional SC. In 1924 fuseerde de club met América FBC en werd zo Clube Atlético Paranaense.

## Erelijst
Campeonato Paranaense
1915